# Palau-del-Vidre
Palau-del-Vidre es una localidad y comuna francesa, situada en el departamento de los Pirineos Orientales, parte de la región de Occitania y comarca histórica francesa del Rosellón proveniente de los antiguos territorios catalanes transpirenaicos.
Sus habitantes reciben el gentilicio de Palauencs.

## Demografía
| 1238 | 1330 | 1417 | 1738 | 2004 | 2117 |
| Para los censos de 1962 a 1999 la población legal corresponde a la población sin duplicidades (Fuente: INSEE [Consultar]) |      |      |      |      |      |